# Ціанати

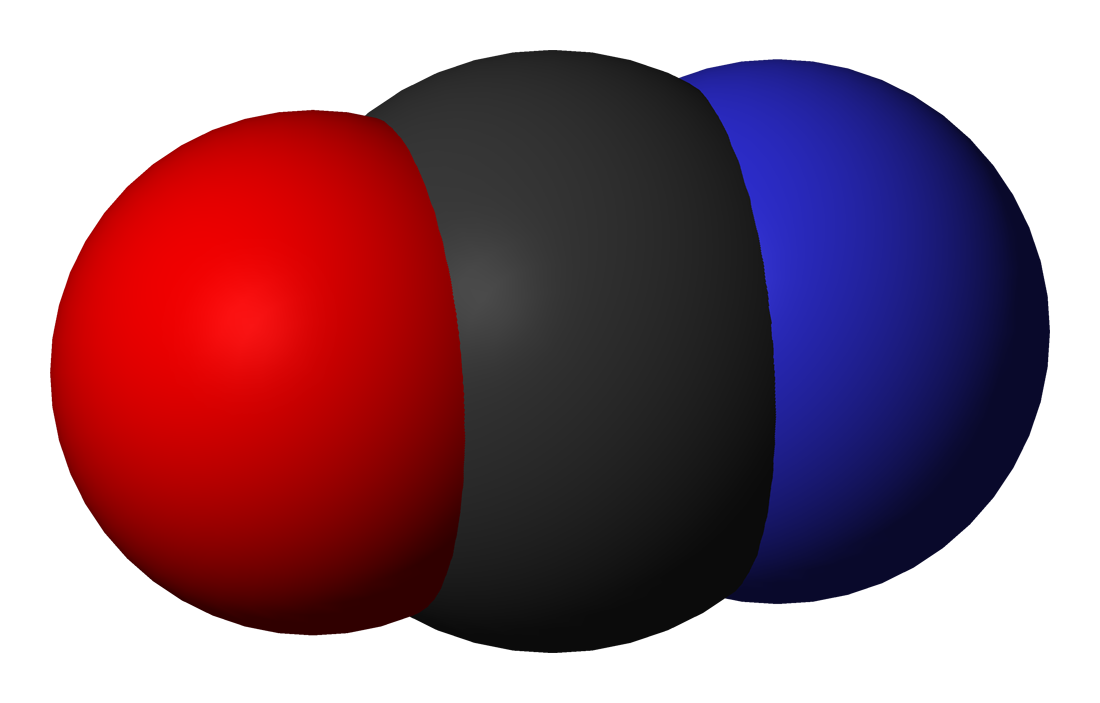
Зображення у 3D структури ціанат-йона.

Ціана́ти (англ. cyanates, рос. цианаты) — солі та естери ціанатної кислоти HOC≡N. Поширеними представниками цього класу є калій ціанат KOCN, фенілціанат PhOCN. 

## Отримання
Сольові ціанати в лабораторних умовах отримують сплавленням сечовини з карбонатами металів.